# Panicum luzonense
Panicum luzonense är en gräsart som beskrevs av Jan Svatopluk Presl. Panicum luzonense ingår i släktet vipphirser, och familjen gräs. Inga underarter finns listade i Catalogue of Life.